# The Wörld Is Ours - Vol. 1: Everywhere Further Than Everyplace Else
| Recensione | Giudizio |
| ---------- | -------- |
| AllMusic   |          |

The Wörld Is Ours - Vol. 1: Everywhere Further Than Everyplace Else è un CD/DVD live della band heavy metal britannica Motörhead pubblicato nel 2011.
Contiene l'intero concerto del 9 aprile 2011, a Santiago in Cile più alcune tracce registrate il 28 febbraio 2011 a New York City, USA e il 16 novembre 2010, a Manchester, Inghilterra, quest'ultimo durante il 35th Anniversary Tour.

## Tracce

### DVD
Live in Santiago (90 min.)
1. We Are Motörhead
2. Stay Clean
3. Get Back in Line
4. Metropolis
5. Over the Top
6. One Night Stand
7. Rock Out
8. The Thousand Names of God
9. I Got Mine
10. I Know How to Die
11. The Chase Is Better Than the Catch
12. In the Name of Tragedy
13. Just 'Cos You Got the Power
14. Going to Brazil
15. Killed by Death
16. Ace of Spades
17. Overkill

- Interviste (9 min.)

Live in New York (20 min.)
1. Rock Out
2. The Thousand Names of God
3. Killed by Death (feat. Doro & Todd Youth)

- Interviste (23 min.)

Live in Manchester (25 min.)
1. We Are Motörhead
2. Stay Clean
3. Be My Baby
4. Get Back in Line
5. I Know How to Die
6. Born to Raise Hell (feat. Michael Monroe)

- Interviste (12 min.)

### CD
Disco 1
1. We Are Motörhead
2. Stay Clean
3. Get Back in Line
4. Metropolis
5. Over the Top
6. One Night Stand
7. Rock Out
8. The Thousand Names of God
9. I Got Mine
10. I Know How to Die
11. The Chase Is Better Than the Catch
12. In the Name of Tragedy
13. Just 'Cos You Got the Power

Disco 2
1. Going to Brazil
2. Killed by Death
3. Ace of Spades
4. Overkill
5. Rock Out
6. The Thousand Names of God
7. Killed By Death (feat. Doro Pesch e Todd Youth)
8. We Are Motörhead
9. Stay Clean
10. Be My Baby
11. Get Back in Line
12. I Know How to Die
13. Born to Raise Hell (feat. Michael Monroe)

## Formazione
- Lemmy - basso, voce
- Philip Campbell - chitarra
- Mikkey Dee - batteria